# DNA (Matthew-Shipp-und-William-Parker-Album)
DNA (Abkürzung für „deoxyribonucleic acid“; englisch für „Desoxyribonukleinsäure“ (DNS)) ist ein Jazzalbum von Matthew Shipp und William-Parker. Die 1999 entstandenen Aufnahmen erschienen 1999 auf HatHut Records.

## Hintergrund
Zusammen mit seinem langjährigen Mitarbeiter, dem Bassisten William Parker, spielt Shipp fünf improvisierte Stücke, hinzu kamen zwei traditionellen Songs, When Johnny Comes Marching Home, ein Lied aus der Zeit des Sezessionskriegs, und Amazing Grace.

## Titelliste
- Matthew Shipp Duo With William Parker: DNA (Thirsty Ear thi 57067.2)[2]
  1. When Johnny Comes Marching Home (Traditional) 4:04
  2. Cell Sequence 7:03
  3. Genetic Alphabet 12:45
  4. DNA 5:26
  5. Orbit 4:31
  6. Mr. Chromosome 11:42
  7. Amazing Grace (Traditional) 2:02
- Sofern nicht anders angegeben stammen alle Kompositionen von Matthew Shipp.

## Rezeption
Nach Ansicht von Mark Corroto, der das Album in All About Jazz rezensierte, dokumentiert Matthew Shipp weiterhin seine Entwicklung als „Anti-Marsalis“. Er meide Swing zum [Wohl]fühlen und führe seine Fans auf einen ganz anderen Weg. Während Shipps Interpretation von Amazing Grace gradlinig und fast sakral ausfalle, seien die fünf Improvisationsskizzen herausfordernd. „Manchmal laut, oft leise, hält Shipp die Klaviertradition von Cecil Taylor und Andrew Hill am Leben.“
Samir Khan lobte in Pitchfork, „Wenn ich sage, diese Männer sind Bestien, mache ich ihnen das höchste Kompliment. Dies sind zwei Männer, deren verlorenes Talent […] ungeheuerlich ist. […] Während Mr. Wynton Marsalis mit seinen Note-für-Note-Interpretationen von Coltranes frühen Standards Jazz in statische klassische Musik verwandelt, verkörpern Leute wie Shipp und Parker den abenteuerlichen Geist, der die Größen des Jazz in ihrer Zeit so einzigartig gemacht hat.“ DNA sei manchmal unheimlich schön, schrieb Khan weiter, manchmal verstörend, aber durchweg herausfordernd und interessant, da sie von zwei verzerrten Aufnahmen traditioneller Songs (When Johnny Comes Marching Home und Amazing Grace) flankiert wird.